# Reversino
Reversino to bardzo lekki (57 gramów) przyrząd asekuracyjno-zjazdowy, opatentowany przez firmę Petzl.

## Zastosowania
Reversino może być stosowane dla podwójnych i bliźniaczych lin dynamicznych o średnicy 7,5-8,2 mm zgodnych ze standardem EN892.Nadaje się do asekuracji i zjazdów przy stosowaniu lin podwójnych - rozdziela żyły liny, nie skręcając ich. Z czasem Reversino wyciera się i powstają ostre krawędzie które mogą przyspieszać niszczenie liny.
Reversino jest przyrządem pozwalającym na asekurację z górnego stanowiska, ale tylko dla lin o średnicy od 8 do 8,5 mm. Staje się wtedy przyrządem samoblokującym, który umożliwia niezależną asekurację dwóch wspinaczy. Zablokowane Reversino trudno jest odblokowac w kontrolowany sposób.

## Alternatywne przyrządy
Istnieje większa wersja Reversino przeznaczona do liny o większej średnicy – Reverso
Alternatywą dla Reversino są np. Płytka przewodnicka czy ATC Guide